# Rimbobullar
Rimbobullar är ett kalljäst bakverk som vanligtvis består av jäst, kall mjölk, smör, socker och vetemjöl med en fyllning av smör, socker och vaniljsocker. I tillagningsprocessen använder man enbart kalla ingredienser. Den naturliga jäsprocessen tar cirka två timmar, och detta ger de färdiga bullarna en spröd konsistens. 

## Historik
Rimbobullarna – som egentligen skulle fått namnet Ingridbullar – kom till när en dam vid namn Ingrid Bohman i Rimbo år 1956 skulle få sitt kök ombyggt av Ica-kuriren. Tidningen ville göra ett reportage om hur man gör om ett bondkök så att det blir hypermodernt, och av en slump valdes Bohmans kök ut. Hon ville bjuda på färska bullar när tidningsfolket kom på morgonen. 
Förutom sin familj hade Ingrid Bohman ladugård med kor som skulle mjölkas. Och eftersom bullar tar lång tid att göra med två olika jäsningsperioder löste Ingrid det med ett recept där bullarna skulle bakas på kall degvätska. 
Degen behövde därför inte jäsas före utbakningen. Istället räckte det att göra degen, baka ut bullarna med fyllning och allt, lägga dem på en plåt och låta dem jäsa under de två timmar hon var ute hos korna i ladugården. 
Ica-kuriren hade en enorm genomslagskraft. Rimbobullen, som kan beskrivas som ett förenklat wienerbröd, fick därför stor spridning. Bullen som Ica-kuriren ville kalla Ingridbulle fick på grund av hennes nekande i stället namnet Rimbobulle. 